# Plexus dentaire supérieur
Le plexus dentaire supérieur est un plexus nerveux qui innerve la mâchoire supérieure.
Il est formé par :
- le rameau alvéolaire supérieur et postérieur ;
- le rameau alvéolaire supérieur et médian ;
- le rameau alvéolaire supérieur et antérieur.